# Лидсельмаш
ОАО «Управляющая компания холдинга «Лидсельмаш» (полное название — Открытое акционерное общество «Управляющая компания холдинга «Лидсельмаш»; бел. Лідсельмаш; ААТ «Кіруючая кампанія холдынгу «Лідсельмаш») — белорусское предприятие по производству сельскохозяйственной техники для механизации основных работ в картофелеводстве и овощеводстве, расположенное в г. Лида Гродненской области.

## История
В 1901 году в Лиде был основан чугунолитейный и машиностроительный завод, производивший сельскохозяйственный инвентарь — молотилки, корнерезки, конные плуги и приводы. После вхождения Лиды в состав Белорусской ССР в 1939 году завод национализирован, получил название Лидский завод сельскохозяйственного машиностроения. В 1954 году переименован. С 1965 года — завод «Лидсельмаш», подчинялся Министерству тракторного и сельскохозяйственного машиностроения СССР. В 1960—1968 годах завод был реконструирован, освоил производство ботвоуборочных машин и вибрационных картофелекопалок. В 1976 году завод начал выпускать капустоуборочные машины. Завод был единственным производителем некоторых видов сельскохозяйственных машин в СССР. В 1978 году завод переименован в честь 60-летия БССР. В 1988—1991 годах завод подчинялся Министерству автомобильного и сельскохозяйственного машиностроения СССР, с 1991 года — Госкомитету Республики Беларусь по промышленности и межотраслевым производствам (с 1994 года — Министерство промышленности Республики Беларусь). В 1994 года завод преобразован в открытое акционерное общество. В 2004 году завод передан в подчинение концерна «Белагромаш». В 2012 году «Лидсельмаш» стал управляющей компанией одноимённого холдинга.

## Руководители
- Якубчик Виталий Леонидович с февраля 2022 г. по 25.09.2023
- Трубицкий Роман Эдуардович с 25.09.2023 по н.в.

## Современное состояние
На предприятии работает 860 сотрудников. Предприятие производит картофелесажалки, картофелекопатели, копатели лука, роторные и дисковые косилки, сеялки, бороны, культиваторы, плуги, разбрасыватели минеральных удобрений, пресс-подборщики, коммунальную технику, зерносушилки.

## Спорт
В 2007—2019 годах при заводе существовал мини-футбольный клуб «Лидсельмаш», четырёхкратный чемпион Беларуси.